# She Is Coming
She Is Coming is de tweede ep van de Amerikaanse zangeres Miley Cyrus. De ep werd uitgebracht op 31 mei 2019 door RCA Records. Het is het eerste onderdeel van Cyrus' zesde studioalbum She Is Miley Cyrus, dat bestaat uit de ep's She Is Coming, She Is Here en She Is Everything.
Van She Is Coming werd de single Mother's Daughter uitgegeven. Dit gebeurde op 31 mei 2019, tegelijkertijd met de hele ep.

## Promotie
Om She Is Coming te promoten trad Miley Cyrus op 25 mei 2019 op tijdens BBC Radio 1's Big Weekend. Ze speelde daar, naast ouder werk, de nummers Mother's Daughter, Cattitude en D.R.E.A.M. van de ep.

## Inhoud
She Is Coming bevat zes nummers in uiteenlopende muziekstijlen. Op de ep zijn onder andere hiphop-, mellow- en rock-nummers te horen. Daarnaast wordt de ep ook gekenmerkt door samenwerkingen. Naast Cyrus zijn ook Ghostface Killah, RuPaul en Swae Lee te horen.

## Tracklist
| 1.                 | Mother's Daughter                                       | Miley Cyrus, Andrew Wyatt, Alma Miettinen | Wyatt                    | 3:39 |
| 2.                 | Unholy                                                  | Cyrus, Wyatt, Ilsey Juber, Jasper Sheff, John Cunningham | Cunningham, Sheff        | 2:10 |
| 3.                 | D.R.E.A.M. (met Ghostface Killah)                       | Cyrus, Cunningham, Juber, Clifford Smith, Corey Woods, David Porter, Dennis Coles, Gary Grice, Isaac Hayes, Jason Hunter, Lamont Hawkins, Robert Diggs, Russell Jones | Cunningham, RZA          | 2:48 |
| 4.                 | Cattitude (met RuPaul)                                  | Cyrus, Wyatt, Miettinen, Juber, Rupaul Andre Charles | Wyatt, King Henry        | 3:09 |
| 5.                 | Party Up the Street (met Swae Lee en Mike Will Made It) | Cyrus, Wyatt, Khalif Malik Ibn Shaman Brown, Asheton Hogan, Michael Williams II                                                                                       | Mike Will Made It, Pluss | 3:37 |
| 6.                 | The Most                                                | Cyrus, Juber, Mark Ronson, Jonny Price, Marcus Lomax, Stefan Johnson, Brandon Joyner Burton                                                                           | Ronson, BJ Burton        | 3:41 |
| Totale duur: 19:04 |                                                         | |                          |      |

## Hitnoteringen

### VlaamseUltratop 200 Albums
| Hitnotering: 08-06-2019 t/m 22-06-2019 | Hitnotering: 08-06-2019 t/m 22-06-2019 | Hitnotering: 08-06-2019 t/m 22-06-2019 | Hitnotering: 08-06-2019 t/m 22-06-2019 | Hitnotering: 08-06-2019 t/m 22-06-2019 |
| Week:                                  | 1                                      | 2                                      | 3                                      |                                        |
| -------------------------------------- | -------------------------------------- | -------------------------------------- | -------------------------------------- | -------------------------------------- |
| Positie:                               | 21                                     | 74                                     | 136                                    | uit                                    |